# Kutyák és macskák 3. – A mancs parancs
A Kutyák és macskák 3. – A mancs parancs (eredeti cím: Cats & Dogs 3: Paws Unite!) 2020-ban bemutatott amerikai akcióvígjáték Sean McNamara rendezésében. A főszereplők eredeti hangját Melissa Rauch, Max Greenfield és George Lopez kölcsönzi. A 2010-es Kutyák és macskák: A rusnya macska bosszúja című film folytatása. 
Az első két résszel ellentétben csak DVD-n jelentették meg, 2020. szeptember 15-én debütált az Amerikai Egyesült Államokban. Magyarországon 2021. május 6-án mutatta be az InterCom Zrt.

## Cselekmény
Gwen, a macska és Roger, a kutya titkos ügynökök. Titokban védik és megmentik a világot anélkül, hogy az emberek valaha is rájönnének erre. Társulásukat a „nagy fegyverszünetnek” köszönhetik, amely egy évtizede megállította a kutya és macska ellenségeskedését.

## Szereplők
| Szerep                            | Színész               | Magyar hang        |
| --------------------------------- | --------------------- | ------------------ |
| Max Harper                        | Callum Seagram Airlie | Tóth Márk          |
| Susan Harper                      | Kirsten Robek         | Kisfalvi Krisztina |
| Zoe                               | Sarah Giles           | Rudolf Szonja      |
| Ollie                             | John Murphy           | Debreczeny Csaba   |
| híradós riporter                  | Michael Daingerfield  |                    |
| diákriporter                      | Princess Davis        | Mentes Júlia       |
| edző                              | Kareem Malcolm        | Pál András         |
| a Mancs utcai piac vezetője       | Andy Thompson         | Holl Nándor        |
| bolti eladó / lazsáló alkalmazott | Matt Afonso           | Szikszai Rémusz    |
| állatorvos                        | James Rha             | Papp Dániel        |
| Sis                               | Pauline Newstone      | Nyakó Júlia        |
| karbantartó                       | Ryan Jefferson Booth  | Hannus Zoltán      |
| Pablo új anyukája                 | Natalie Von Rotsburg  | Kocsis Mariann     |
| rémült tini                       | Teague Higgins        |                    |
| elveszett kisfiú                  | Akiz Aguma            |                    |
| gyerek                            | Maya Victoria Mateo   |                    |
| gyerek                            | Ava Kelders           |                    |
| lemezlovas                        | Jojo Ahenkorah        |                    |

### Szinkronhangok
| Szerep           | Színész                   | Magyar hang        |
| ---------------- | ------------------------- | ------------------ |
| Roger, a kutya   | Max Greenfield            | Bercsényi Péter    |
| Gwen, a macska   | Melissa Rauch             | Szávai Viktória    |
| Pablo, a kakadu  | George Lopez              | Kerekes József     |
| Zeek, a tejugyík | Paul Dobson               | Schneider Zoltán   |
| Vén Ed           | Garry Chalk               | Hirtling István    |
| Tarantula        | Sunni Westbrook           | Hegyi Barbara      |
| Bundika          | Christina Meredith Lewall | Menszátor Magdolna |
| Herceg           | Michael Daingerfield      |                    |
| Siri             | Megan Peta Hill           |                    |
| Schnauzer        | Noel Johansen             | Papp János         |
| Rendőrkutya      | Ian Hanlin                | Jászberényi Gábor  |
| Hal              | Andrea Libman             | Dobó Enikő         |
| Shelly, a béka   | Ingrid Nilson             | Horváth Zsuzsa     |

## A film készítése
2010-ben bejelentették, hogy készül a Kutyák és macskák 3. A folytatásról nem sokat lehetett hallani, egészen 2020 januárjáig, mígnem Los Angelesben és Vancouverben megkezdődtek a forgatások.

## Megjelenés
A film digitálisan 2020. szeptember 15-én, DVD-n pedig október 13-án jelent meg az Amerikai Egyesült Államokban, ellentétben az első két filmmel, amelyeket moziban is bemutattak. Az Egyesült Királyságban moziban is műsorra tűzték.

## Fordítás
- Ez a szócikk részben vagy egészben  a   Cats & Dogs 3: Paws Unite! című angol Wikipédia-szócikk fordításán alapul.  Az eredeti cikk szerkesztőit annak laptörténete sorolja fel. Ez a jelzés csupán a megfogalmazás eredetét és a szerzői jogokat jelzi, nem szolgál a cikkben szereplő információk forrásmegjelöléseként.